# Skilling (otok)
Otok Skilling je mali otok neposredno sjeverno od otoka Atriceps, u skupini otočja Robertson u otočju Južni Orkney na Antarktiku. 

## Etimologija
Imenovao ga je Odbor za nazive mjesta na Antarktiku Ujedinjenog Kraljevstva (UK-APC) po Charlesu J. Skillingu (1931.–52.) iz Istraživanja Zavisnosti Falklandskih otoka (FIDS), glavnom pomoćniku na otoku Signy 1949. i članu skupine koja je iste godine na sanjkama posjetila Robertsonovo otočje. Skilling je umro na brodu John Biscoe 17. travnja 1952.

## Povijest istraživanja
Iako je ugrubo ucrtan mnogo ranije, otok je prvi put pregledlo osoblje Discovery Investigations 1933. godine. U sklopu Istraživanja Zavisnosti Falklandskih otoka, 1949. godine, ekipa istraživača na sanjkama je posjetila ovaj otok.

## Važno područje za ptice
Otok je dio sjevernog važnog područja za ptice otočja Robertson (IBA), koje je BirdLife International identificirao kao takvo jer podržava značajne kolonije ogrličastih pingvina (lat. Pygoscelis antarcticus).